# أوهانجوينا
أوهانجوينا هي إحدى المناطق الإدارية الأربعة عشر في ناميبيا عاصمتها عينهانا.
المستوطنات الرئيسية في المنطقة هي مدينتا إينهانا وهيلاو نافيدي، بالإضافة إلى قرية أوكونغو المتمتعة بالحكم الذاتي.

خريطة المنطقة في ناميبيا

## الاقتصاد والبنية التحتية
تُعدّ الأجزاء الشمالية والغربية من المنطقة الأكثر كثافة سكانية في هذه المنطقة الزراعية الكفافية، حيث تُشكّل زراعة الماهانغو على نطاق صغير وتربية الماشية النشاطَين السائدين. ورغم اعتماد المنطقة على الزراعة البعلية، يُمكن زراعة محاصيل أخرى من خلال الزراعة المكثفة.
تقع المستوطنات الرئيسية في المنطقة على جانبي الطريق المُعبّد الجيد من الحدود الأنغولية إلى أوندانغوا ، حيث يلتقي بالطريق الرئيسي أوشاكاتي-تسوميب. يتمتع الجزء الشرقي من المنطقة بأراضٍ رعوية وفيرة، إلا أن شحّ المياه وسوء المواصلات يجعلانها غير صالحة للسكن حاليًا. هناك طريق مُعبّد يمتد من أونونو إلى أوكونغو ، وقد أُنجز مؤخرًا، ويُعتقد أنه سيزيد الإمكانات الزراعية للمنطقة زيادة كبيرة.
يوجد في مقاطعة أوهانجوينا 234 مدرسة يبلغ إجمالي عدد طلابها 90703 طالبًا.

## التركيبة السكانية حسب الجنس
حسب موقع سيتي بوبيوليشن في إحصاءات 2023 فإن الإناث في منطقة أوهانجوينا كانوا بنسبة 52.5٪ أي 16,536 نسمة والذكور بنسبة 47.5% أي 14,955 نسمة.

## التركيبة السكانية حسب الفئة العمرية
حسب إحصاءات 2011 فإن عدد الأطفال من سن 0-9 كان 6645 نسمة، وعدد السكان من سن 10-19 كان 6937 نسمة، وعدد الشباب من سن 20-29 عامًا كان 3539 نسمة، وعدد الشباب من سن 30-39 عامًا كانوا 2,112 نسمة والذين من بين 40-49 عامًا كانوا 1371 نسمة، وعدد الذين بين 50-59 عامًا كانوا 945 نسمة، وعدد الذين عمرهم بين 60-69 كانوا 868 نسمة، وعدد الذين عمرهم بين 70-79 كانوا 607 نسمة، وعدد الذين عمرهم يتجاوز 80 كان 791 نسمة.

## المكتبات
تضم منطقة أوهانجوينا مكتبة إقليمية ( مكتبة أوهانجوينا الإقليمية)، تُعدّ عونًا للطلاب والطالبات في أبحاثهم ومشاريعهم المدرسية. تقع المكتبة في بلدة هيلاو نافيدي.
يوجد هناك مكتبات مجتمعية اخرى مثل مكتبة مجتمع إينهانا.